# سوق إلكتروني
الأسواق الالكترونية (Electronic Markets): هو شكل من أشكال من اشكال التجارة الالكترونية والتي تسمح لجمهور المستهلكين بالتسوق عبر الإنترنت وشراء السلع والخدمات مباشرة من البائع.وتعرف عملية التسوق الالكترونية أيضا انها عملية البحث عن منتج ما أو السع أو الخدمات عن طريق زيارة الموقع الإلكتروني الخاص بتجر هذه السلعة ومن ثم تقديم طلب الشراء للحصول على المنتج المطلوب.
كما يعتبر أيضا وسيلة تسويق للمنتجات والسلع والخدمات عبر الإنترنت ويمكن للشركات بذلك أو اصحاب الأعمال الاستفادة من هذه العملية لتوصيل صورة أو انطباع عن نفسها للمستهلك.